# Vladimir Fajdetić
Vladimir Fajdetić (Lički Novi, 17. prosinca 1924. – Rijeka 10. srpnja 1981.) bio je hrvatski muzikolog, violinist i glazbeni kritičar.

## Životopis
Na Filozofskom fakultetu u Zagrebu diplomirao je književnost i francuski jezik 1955. Za virjeme studija učenik je violinista Grafa, Šika, Šuleka i Segedisa na Muzičkoj akademiji i član Opere HNK. 1951. odlazi iz Zagreba u Rijeku. Uz rad studira na Filozofskom fakultetu u Ljubljani i 1964. diplomira muzikologiju i povijest umjetnosti. Svestrano obrazovan radio je i kao profesor, a tijekom života u Rijeci, od 1951. do umirovljenja, bio je violinist u orkestru Narodnog kazališta Ivana pl. Zajca u Rijeci. Povremeno je svirao i u nekim riječkim komorima sastavima. Bio je predavač teorijskih glazbenih predmeta na Prvoj hrvatskoj gimnaziji (1961. – 1971.), Pedagoškoj akademiji (1966. – 1968.) i Teologiji u RIjeci (1975. – 1981.), kroničar riječkog glazbenog života, glazbeni kritičar, istraživač umjetničke i narodne glazbene baštine, glazbeni historiograf, suradnik časopisa: Riječka revija (1955. – 1970.), Sv. Cecilja (1969.), Zvuk (1961.), povremeno Novog Lista i Radio stanice Rijeka u emisijama namijenjenim promicanju glazbene umjetnosti među mladima. Tijekom svog života napisao je niz radova koji su objavljeni u raznim zbornicima, nije dočekao tiskanje svog životnog dijela, monografije o violinisti Franji Krežmi.

## Djela
- Dr Franjo Kresnik – liječnik i graditelj muzičkih instrumenata (1955.)
- Preludij bez kadence – Vjenceslav Novak, poznati književnik i nepoznati glazbenik (1959.)
- Poezija Dalmatinske zagore u prozi Dinka Šimunovića (1961.)
- Umjetnički susret Dinka Šimunovića, Ivana Meštrovića i Jakova Gotovca (1961.)
- Jedno komorno djelo Vatroslava Lisinskog (1961.)
- Razvoj umjetničke glazbe u Istri (1962.)
- Glasi naših starih iz davne davnine (1963.)
- Umjetnički lik Ivana Zajca (1964.)
- Narodna glazba Hrvatskog primorja, Istre i Kvarnerskih otoka (1964.)
- Vatroslav Lisinski – umjetnik i patnik (1966.)
- Hrvati u južnoj Italiji (1968.)
- Pogled na glazbu u Augustinovom dijelu – ispovijedi (1969.)
- O koncertnim i kazališnim dvoranama u Rijeci (1974.)
- Bašćanska ploča: kantata za solo, zbor i komorni orkestar (1977.)
- Franjo Krežma (1862. – 1881.) hrvatski violinist virtuoz XIX. st. u svom i našem vremenu (1982.)
- Dr. Josip Mandić, hrvatski skladatelj (1996.)
- Glazbeno narodno blago Krasa s posebnim obzirom na područje općine Matulji (1996.)
- Komentari i studije (sa suradnicima, 1996.)[1]